# Емануеле Бирарели
Емануеле Бирарели (ит. Emanuele Birarelli; Сенигалија, 8. фебруар 1981) је италијански одбојкаш. Висок је 202 cm и игра на позицији средњег блокера у Трентино Волеју. 

## Играчка каријера

### Клупска каријера
Емануеле Бирарели је започео каријеру у Фалконари, гдје је, са изузетком сезоне 1999/00. у којој је наступао за трећелигаша Кордорболо Арктик Морчиолу, провео период од 1995. до 2002. У сезони 2002/03. је играо за Анкону, а онда је, због здравствених проблема (исхемија), био принуђен да направи двогодишњу паузу. 
Вратио се одбојци 2005. године, одиграо по сезону за Пинето и Верону, а од 2007. брани боје Трентино Волеја, са којим је четири пута био првак Италије (2007/08, 2010/11, 2012/13, 2014/15), три пута побједник Купа Италије (2009/10, 2011/12, 2012/13), два пута побједник Суперкупа Италије (2011, 2013), три пута побједник Лиге шампиона (2008/09, 2009/10, 2010/11) и четири пута клупски првак свијета (2009, 2010, 2011, 2012).
У регуларном дијелу сезоне 2008/09. је био 62. на листи најбољих поентера (146 поена, 21 утакмица) и 15. на листи најбољих блокера (45 поена из блока, 21 утакмица) Серије А1. У плеј-офу се успео до 15. мјеста на листи најбољих поентера (75 поена, 11 утакмица) и 1. мјеста на листи најбољих блокера (27 поена из блока, 11 утакмица).
У регуларном дијелу сезоне 2009/10. је био 52. на листи најбољих поентера (202 поена, 26 утакмица) и 8. на листи најбољих блокера (58 поена из блока, 26 утакмица) Серије А1. У плеј-офу се успео до 14. мјеста на листи најбољих поентера (76 поена, 8 утакмица) и 1. мјеста на листи најбољих блокера (29 поена из блока, 8 утакмица).
У регуларном дијелу сезоне 2010/11. је био 67. на листи најбољих поентера (163 поена, 22 утакмице) и 21. на листи најбољих блокера (43 поена из блока, 22 утакмице) Серије А1. У плеј-офу се успео до 20. мјеста на листи најбољих поентера (67 поена, 9 утакмица) и 4. мјеста на листи најбољих блокера (23 поена из блока, 9 утакмица).
У регуларном дијелу сезоне 2011/12. је био 68. на листи најбољих поентера (144 поена, 25 утакмица) и 25. на листи најбољих блокера (42 поена из блока, 25 утакмица) Серије А1. У плеј-офу се успео до 15. мјеста на листи најбољих поентера (36 поена, 5 утакмица) и 2. мјеста на листи најбољих блокера (14 поена из блока, 5 утакмица).
У регуларном дијелу сезоне 2012/13. је био 33. на листи најбољих поентера (170 поена, 22 утакмице) и 12. на листи најбољих блокера (43 поена из блока, 22 утакмице) Серије А1. У плеј-офу се успео до 13. мјеста на листи најбољих поентера (75 поена, 9 утакмица) и 4. мјеста на листи најбољих блокера (18 поена из блока, 9 утакмица).
У регуларном дијелу сезоне 2013/14. је био 55. на листи најбољих поентера (142 поена, 20 утакмица) и 15. на листи најбољих блокера (41 поен из блока, 20 утакмица) Серије А1. У плеј-офу је одиграо само двије утакмице, у којима је освојио 9 поена, од чега 2 из блока.
У регуларном дијелу сезоне 2014/15. је био 46. на листи најбољих поентера (172 поена, 24 утакмице) и 7. на листи најбољих блокера (56 поена из блока, 24 утакмице) Серије А1. У плеј-офу се успео до 12. мјеста на листи најбољих поентера (70 поена, 9 утакмица) и 3. мјеста на листи најбољих блокера (22 поена из блока, 9 утакмица).
Проглашен је за најбољег сервера Лиге шампиона 2008/09. те најбољег блокера Свјетског клупског првенства 2012. и 2013.

### Репрезентативна каријера
Чинило се да ће здравствени проблеми трајно удаљити Бирарелија од професионалног спорта, али је он, мимо свих очекивања, успио да се врати и 15. маја 2008. одигра прву утакмицу за репрезентацију Италије, у Модени, против Шпаније (3ː1). Од тада је селекција азура незамислива без Бире. 
Освојио је шест медаља, од чега двије сребрне (европска првенства 2011. и 2013) и четири бронзане (Олимпијске игре 2012, Свјетска лига 2013. и 2014. и Велики куп шампиона 2013).
Од 2013. је капитен екипе, а од индивидуалних признања у плавом дресу има награде за најбољег средњег блокера Свјетске лиге 2013. и Великог купа шампиона исте године.

## Занимљивост
- Од 2007. до 2013. му је, и у клубу и у репрезентацији, саиграч био Андреа Бари, суграђанин и школски друг.